# Namaqua nationalpark
Namaqua nationalpark ligger i nordvästra Sydafrika.
Sydafrikas sektion av Världsnaturfonden (WWF) gav 1988 en del av ett större jordbruksområde skyddsstatus. Området blev 1999 nationalpark. Nationalparken är den del av Namaqualand, ett område som täcker 55,000 km2 inom vegetationsområdet Karoo.

## Flora och fauna
I västra delen av parken ligger låglandet kring Swartlintjies River och i östra delen förekommer upp till 948 meter höga bergstrakter. Hela området tillhör stäpplandskapet Karoo som domineras av suckulenter. Denna form av Karoo tillhör världens 34 platser med påfallande hög biologisk mångfald (Biodiversity hotspot). I nationalparken och i det anslutande Namaqualand registrerades cirka 3000 olika växtarter varav ungefär hälften är endemiska. Typiska arter tillhör familjerna isörtsväxter, irisväxter, hyacintväxter och fetbladsväxter.
Av ryggradslösa djur är bladhorningar, svävflugor, bin, getingar, arter av familjen Masaridae och skorpioner särskilt talrika. Fåglar och större däggdjur besöker området vanligen efter regnfall. Under historisk tid iakttogs savannelefant, spetsnoshörning, gepard, vanlig eland, en rödaktig underart av hartebeest, gemsbock, springbock och Hartmanns bergzebra (Equus zebra hartmannae) i Namaqualand men de blev mycket sällsynta eller är lokalt utdöda.
Fortfarande talrika grupper är medelstora hovdjur och rovdjur med leoparden som det största vanligast förekommande rovdjuret. Tre underjordiskt levande däggdjur hittas bara i denna form av Karoostäppen, guldmullvadarna Cryptochloris wintoni och Cryptochloris zyli samt strandgrävaren Bathyergus janetta.